# 达维德·科斯特莱茨基
达维德·科斯特莱茨基（捷克語：David Kostelecký，1975年5月12日—），生于布尔诺，捷克射击运动员，於2008年北京奧運以146分刷新男子飛碟多向奧運會紀錄的成績奪得金牌。